# Indus (Schiff, 1898)
Die Indus (II) war ein 1898 in Dienst gestelltes Passagierschiff der französischen Reederei Messageries Maritimes, das im Passagier- und Postverkehr von Marseille nach China und Japan und später Südamerika eingesetzt wurde. 1903 wurde sie in Magellan umbenannt. Am 11. Dezember 1916 wurde das Schiff im Mittelmeer von einem deutschen U-Boot versenkt, wodurch 36 Menschen ums Leben kamen.

## Das Schiff
Das 6.357 BRT große Dampfschiff wurde auf der Werft Chantiers Navals de La Ciotat in der südfranzösischen Hafenstadt La Ciotat gebaut und lief am 29. August 1897 vom Stapel. Es wurde auf den Namen Indus getauft. Das 141,95 Meter lange und 15,5 Meter breite Passagierschiff war das zweite von vier identischen Schwesterschiffen, die für den Passagier- und Postverkehr von Frankreich nach Fernost gebaut wurden und von Marseille über Saigon, Shanghai und Hongkong nach Yokohama fahren sollten. Die anderen drei waren die Laos (I) (1897), die Tonkin (1898) und die Annam (I) (1899). Die Schiffe hatten je zwei Schornsteine, zwei Masten und zwei Propeller.
Die Indus wurde von zwei Dreifachexpansions-Dampfmaschinen angetrieben, die 9.500 PS leisteten und eine Höchstgeschwindigkeit von 19 Knoten ermöglichten. Das Schiff hatte eine Tragfähigkeit von 4100 Tonnen und eine Verdrängung von 9.850 Tonnen. Die Passagierunterkünfte waren für 148 Passagiere der Ersten, 71 Passagiere der Zweiten und 81 Passagiere der Dritten Klasse bemessen. Am 27. März 1898 lief die Indus in Marseille zu ihrer Jungfernfahrt aus. Am 16. November 1899 lief sie in Port Said mit den geladenen Gästen der Einweihung der von Emmanuel Frémiet entworfenen Statue von Ferdinand de Lesseps ein, die am darauffolgenden Tag am Eingang des Sueskanals aufgestellt wurde.
Mit der Indienststellung neuer Schiffe wurden die vier Schwesterschiffe in den Jahren 1903 und 1904 nacheinander auf neuen Routen eingeplant und allesamt umbenannt. Aus der Indus wurde die Magellan, aus der Laos die Amazone, aus der Tonkin die Lotus und aus der Annam die Karnak. Die Magellan fuhr von da an von Bordeaux nach Buenos Aires und lief am 6. März 1903 zur ersten Überfahrt auf der neuen Strecke aus. Am 31. August 1910 brach das Ruder des Schiffs, sodass es nach Buenos Aires zurückgeschleppt werden musste. Sie bediente diesen Service, bis im Juli 1912 der Postvertrag der Messageries Maritimes für die Südamerikaroute auslief. Der Vertrag wurde nicht erneuert, stattdessen wurde der Compagnie de Navigation Sud-Atlantique der Zuschlag für den südamerikanischen Postdienst erteilt. Anschließend kehrte die Magellan auf die Chinaroute zurück.

## Versenkung
Nach Beginn des Ersten Weltkrieges beförderte die Magellan neben Passagieren und Fracht auch Truppen. Ihr Hauptauftrag blieb aber der Erhalt einer regelmäßigen Postverbindung auf ihrer bisherigen Route. Im März und April 1915 brachte sie beispielsweise Soldaten bei den Dardanellen für die Schlacht von Gallipoli an Land. Am 11. Dezember 1916 befand sich das Schiff in einem Geleitzug fahrend auf der Rückreise von Shanghai nach Marseille, als es zehn Seemeilen südlich der italienischen Insel Pantelleria von dem deutschen U-Boot U 63 (Kapitänleutnant Otto Schultze) torpediert wurde und auf der Position 36° 36′ N, 12° 10′ O sank. Drei französische und sieben arabische Besatzungsmitglieder sowie 26 Passagiere kamen dabei ums Leben.
Die Überlebenden wurden von dem im selben Konvoi fahrenden Dampfer Sinaï (4.623 BRT) und dem Torpedoboot Sagaie aufgenommen. Die Sinaï, die ebenfalls der Messageries Maritimes angehörte, wurde jedoch kurz danach ebenfalls von U 63 versenkt. In diesem Fall konnten Passagiere und Besatzung komplett gerettet werden. Die Überlebenden beider Schiffe wurden von Malta aus von einem Schwesterschiff der Magellan, der Lotus, nach Marseille gebracht. Mit an Bord waren die Überlebenden eines weiteren Schwesterschiffs, der Karnak, die am 27. November 1916 bei Malta von U 32 versenkt worden war.